# San Andrés (Chimborazo)
San Andrés ist eine Ortschaft und eine Parroquia rural („ländliches Kirchspiel“) im Kanton Guano der ecuadorianischen Provinz Chimborazo. Die Parroquia besitzt eine Fläche von 159,9 km². Die Einwohnerzahl lag im Jahr 2010 bei 13.481.

## Lage
Die Parroquia San Andrés liegt in Zentral-Ecuador und umfasst den Gipfelbereich sowie die Ost- und Südostflanken des 6263 m hohen Vulkans Chimborazo. Der Río Guano entwässert das Areal nach Südosten. Der 3000 m hoch gelegene Hauptort befindet sich am Río Guano 6,5 km westlich vom Kantonshauptort Guano sowie etwa 6 km nordnordwestlich der Provinzhauptstadt Riobamba. Die Fernstraße E35 (Riobamba–Ambato) führt durch das Verwaltungsgebiet sowie an dessen Hauptort vorbei.
Die Parroquia San Andrés grenzt im Norden an die Provinz Tungurahua mit den Parroquias Pilahuín (Kanton Ambato), Mocha (Kanton Mocha) und Yanayacu (Kanton Quero), im Osten an die Parroquia San Isidro de Patulú, im Südosten an das Municipio von Guano, im Süden und im Südwesten an die Parroquias Licán und Santiago de Calpi (beide im Kanton Riobamba) sowie im Westen an die Parroquia San Juan (Kanton Riobamba).

## Orte und Siedlungen
In der Parroquia gibt es neben dem Hauptort 31 Comunidades.

## Ökologie
Das Gebirgsmassiv des Chimborazo im Nordwesten der Parroquia liegt innerhalb des Schutzgebietes Reserva de Producción de Fauna Chimborazo. 

## Geschichte
Die Parroquia wurde am 30. November 1563 gegründet (Fecha de Creación). Seit dem 20. Dezember 1845 gehört die Parroquia zum Kanton Guano.